# Paul Gauguin
Eugène Henri Paul Gauguin (Párizs, 1848. június 7. – Hiva Oa, Marquises-szigetek, Atuona, 1903. május 8.) francia festő, van Gogh és Cézanne mellett a posztimpresszionizmus legnagyobb képviselője. Kalandos élete során volt tengerész, jómódú üzletember és nyomorgó festő, élt Peruban, Párizsban és Tahitin. Merész kísérletezése a színekkel közvetlenül vezetett a szintetista stílus kiteljesedéséhez, s később, átlépve a szintetizmuson kialakította teljesen egyéni hangú festészetét, amelyre a tiszta színek használata, a különböző eredetű motívumok variálása a jellemző. Festményei mellett fametszetei is igen jelentősek.

## Élete

### A tisztes polgár
Paul Gauguin Clovis Gauguin liberális újságíró és Aline-Marie Chazal fia volt. Anyai nagyanyja Flora Tristan, a híres feminista és irodalmár. Születése után néhány hónappal apja – tartva Louis Bonaparte (a későbbi III. Napóleon) hatalomra jutásának következményeitől – úgy döntött, hogy a család Peruba költözik. 1849. augusztus 8-án elhagyták Európát, de Clovis Gauguin október 30-án a patagóniai Port-Famine-ben hirtelen meghalt. Aline Gauguin két gyermekével nagybátyjához Limába költözött, és a család öt évig ott élt. Miután 1854-ben visszatértek Franciaországba, Orléans-ban telepedtek le, Gauguin itt kezdte meg tanulmányait. Mivel a Tengerészeti Akadémiára nem vették fel, a gimnáziumot félbehagyva 17 évesen tengerésznek állt, egy kereskedelmi hajón kezdett dolgozni. 1868-ban bevonult a haditengerészethez, a német háború idején Norvégia és Dánia vizein hajózott.
1871 elején szerelt le. Édesanyja ekkor már halott, Gauguint a gyámja, Gustave Arosa, képgyűjtő és fényképész vette szárnyai alá. Gauguin az ő segítségével került Paul Bertin tőzsdeügynökségére. Itt ismerte meg Emile Schuffenecker festőt, akivel együtt festettek és rajzoltak. Itt születtek első képei.
A volt tengerésztiszt hamarosan beilleszkedett az üzleti életbe. Mivel a hajókon fegyelemhez szokott, Párizsban is szerényen élt. A panzióban, ahol lakott, megismerte későbbi feleségét, a dán Mette Sophie Gadot, akivel 1873. november 22-én kötött házasságot. A házasságból tíz év alatt öt gyermek született. A házaspár jólétben élt, az irodában Gauguin pozíciója egyre erősödött, jövedelme is jelentős volt. Megengedhette magának, hogy festményeket gyűjtsön. Az 1874 és 1880 között kialakult gyűjteményben szinte minden jelentős impresszionista festő műve megtalálható volt.
Közben szabadidejében tovább festett; 1876-ban egy tájképét ki is állították a párizsi Szalonban. Ebben az évben ismerkedett meg Camille Pissarróval, aki a következő esztendőkben a legnagyobb hatással volt rá. Több nyarat is nála töltött Pontoise-ban, itt ismerte meg Cézanne-t. 1880-ban az V. Impresszionista Kiállításon Gauguin már 7 képével és egy szobrával szerepelt, a következő évben egy aktképére nagyon jó kritikát kapott. A képet gyermekei nevelőnőjéről, Delacroix egykori modelljéről mintázta. 1882-ben is részt vett az impresszionisták kiállításán.

### A festő Gauguin
1883 fordulópont Gauguin életében. A megkezdődött fegyverkezés az egész gazdaságot, így a tőzsde életét is megrendítette. Ez siettette Gauguin elhatározását: barátjával, Schuffeneckerrel otthagyta az üzleti életet, hogy minden idejét a festészetnek szentelje. Felesége nem örült ennek a fordulatnak, érezte, hogy férje nemcsak a munkájával, hanem az egész polgári életformával szakított.
Gauguin terve, hogy majd művészetéből tartja el a családját, nem vált valóra. Először Rouenba mentek Pissarróhoz, de rövidesen kiderült, hogy nincs miből élniük. Mikor pénzük elfogyott, Mette családjához költöztek Koppenhágába. Gauguin sikertelenül próbált elhelyezkedni, és kiállítását az ottani Akadémia rögtön a megnyitó után bezáratta. A családot a felesége tartotta el fordításból és francia nyelvórák adásából.

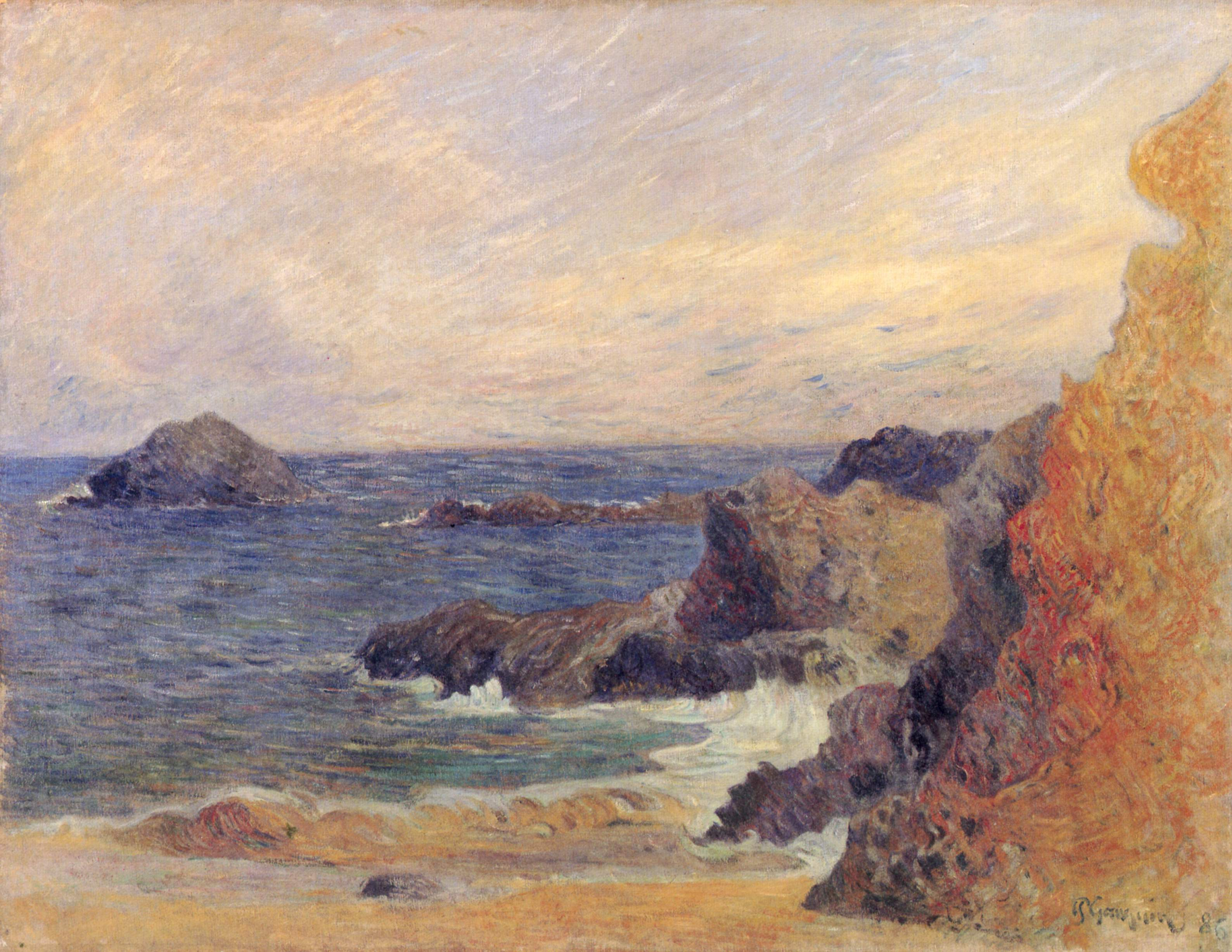
Sziklás tengerpart (1886)

Gauguin 1885 júniusában fiával, Clovisszal és a Szintetikus feljegyzések kéziratával visszatért Párizsba. Itt olyan nyomorba jutott, ami saját bevallása szerint a munkában is akadályozta. Gyűjteményét lassan eladogatta. Egy ideig plakátragasztóként dolgozott, majd köztisztviselői állást szerzett, ami rövid időre biztosította megélhetését. Ekkor készítette elő az impresszionisták nyolcadik, utolsó kiállítását, amelyet 1886-ban rendeztek meg. Gauguin 19 képével szerepelt, tájképekkel, csendéletekkel és egy faszoborral.
1886-ban Bretagne-ba, Pont-Avenba költözött, mert ott olcsóbb volt az élet. A városban azok a független festők éltek, akik Amerikából vagy Angliából érkeztek. Ez a vidék lett festészetének igazi ihletője. Novemberben visszatért Párizsba, ekkor ismerkedett meg a van Gogh testvérekkel, Vincenttel és Theóval. Fiát visszaküldte Dániába, ő pedig, függetlenségi vágytól hajtva, 1887 tavaszán barátjával, Charles Lavallal Panamába utazott. Itt néhány hétig a csatorna építésén dolgozott, majd továbbment Martinique szigetére, ahol szeptemberig maradt. Az ottani klíma nem tett jót neki, betegeskedett, maláriát kapott. Novemberben újra Párizsban volt. Ekkortól fordult nagyobb érdeklődéssel a japán festészet felé.
A következő év elején visszaköltözött Pont-Avenbe, ahol összebarátkozott Émile Bernarddal. Ez a barátság alapjaiban volt hatással Gauguin művészetére. Ugyanebben az évben Párizsban megrendezték első önálló kiállítását. A fiatal művészek a szimbolizmus mesterét látták benne. 1888 októbere és decembere között Arles-ban tartózkodott van Gogh-nál. A kezdetben mély baráti kapcsolat gyorsan megromlott, ottlétének van Gogh összeomlása és nevezetes támadása vetett véget.
Áprilisban újra Pont-Avenbe költözött. Májusban a világkiállítás alkalmával Párizsban megrendezték az Impresszionista és Szintetista Csoport kiállítását olyan művészekkel, mint Gauguin, Bernard, Schuffenecker, Laval. Jóllehet egyetlen képet sem adtak el, a kiállítás nagy feltűnést keltett a fiatal művészek körében. Ezután termékeny időszaka következett, nagy képeinek egész sorát alkotta meg, de továbbra is nehéz anyagi helyzetben volt.
Bretagne-ba már belefáradt, egzotikusabb helyekre vágyott. Olyan paradicsomra, ahol az élet könnyebb és a pénz alig játszik szerepet. 1890 decemberében visszatért Párizsba, és Schuffeneckeréknél lakott egészen addig, míg a férjet féltékennyé nem tette. Főleg útjának előkészítésével foglalkozott. 1891 februárjában a Hotel Drouot-ban kiállított képei közül 30 elkelt. Március 23-án búcsúbankettet adtak tiszteletére, majd április 4-én hajóra szállt, s zsebében a képei árával és a minisztérium ajánlólevelével elindult Tahiti felé.

### Tahitin
Amikor 1891. június 8-án megérkezett Papeete-be, az ajánlólevél hatására megkülönböztetett fogadtatásban volt része. Gauguin meg volt győződve arról, hogy új élet kezdődik számára a „nemes vadak” között. Az ott élő európaiak látszólag szívesen fogadták, mert azt hitték, hogy hivatalos küldetés miatt érkezett. Gauguin lelkesedése azonban nem tartott sokáig. Rá kellett ébrednie, hogy egy szegény európai ott még kilátástalanabb helyzetben van, mint hazájában, hogy virágzik a korrupció, és az ott élő európaiak intellektuálisan és művészileg sokkal műveletlenebbek, mint otthon. Megundorodva ettől a világtól elköltözött Mataieába a polinézek közé.
Mataieában a tenger tárult elé és a háttérben hegy emelkedett. Ennek az útnak a szépségeit írta meg Noa-Noa című könyvében. Franciaországi barátjának, Daniel du Monfriednek írt leveleiben azonban ismét pénztelenségéről és betegségéről panaszkodott. Kenyéren és teán élt, vért hányt, de nagyszerű képek egész sorát alkotta meg. Októberben találkozott Tehurával, aki a kedvese és a modellje lett. Igyekezett megérteni a szigetlakók szokásait, vallását, ellesni örömeiket, érzelmeiket, megtanulni nyelvüket. Tavasszal küldte Párizsba Vahine no te tiare című képét, amelyet a Boussod és Valadon Galériában állítottak ki.
Az élethez szükséges anyagi eszközök hiánya és rossz egészségi állapota ellenére az 1892-es év volt a legtermékenyebb, de a festő nem sokáig bírta a nehézségeket. 1893 júniusában, mivel az utazáshoz nem volt pénze, elintézte, hogy visszatelepítsék. Mikor 1893. augusztus 3-án megérkezett Franciaországba, a zsebében mindössze négy frank volt. Ekkor váratlanul rámosolygott a szerencse: nagybátyjától 13 000 frankot örökölt, amiből Párizsban műtermet rendezett be. Hogy a magával hozott emléktárgyak egzotikus hatását fokozza, egy jamaicai származású montmartre-i táncosnőt költöztetett be élettársnak.
A november 4-én megnyílt kiállításán a közönség és a festőtársak értetlenül álltak művei előtt, egyedül Degas tartott ki mellette. 1894-ben Koppenhágába utazott. Ez volt utolsó találkozása a családjával. Visszatérve az év végéig Bretagne-ban élt Annah-val. Májusban egy csoport matróz beléjük kötött, és az egyik úgy bokán rúgta Gauguint, hogy a festő haláláig szenvedett ettől a sérüléstől. Míg ő ágyban feküdt, élettársa kiürítette a műtermet és odébbállt.
Úgy döntött, visszatér Tahitire. 1895. február 18-án megnyílt második árverése, amely gyakorlatilag anyagi bukással végződött. 1895. július 3-án hajóra szállt Marseille-ben, és örökre elhagyta Franciaországot.

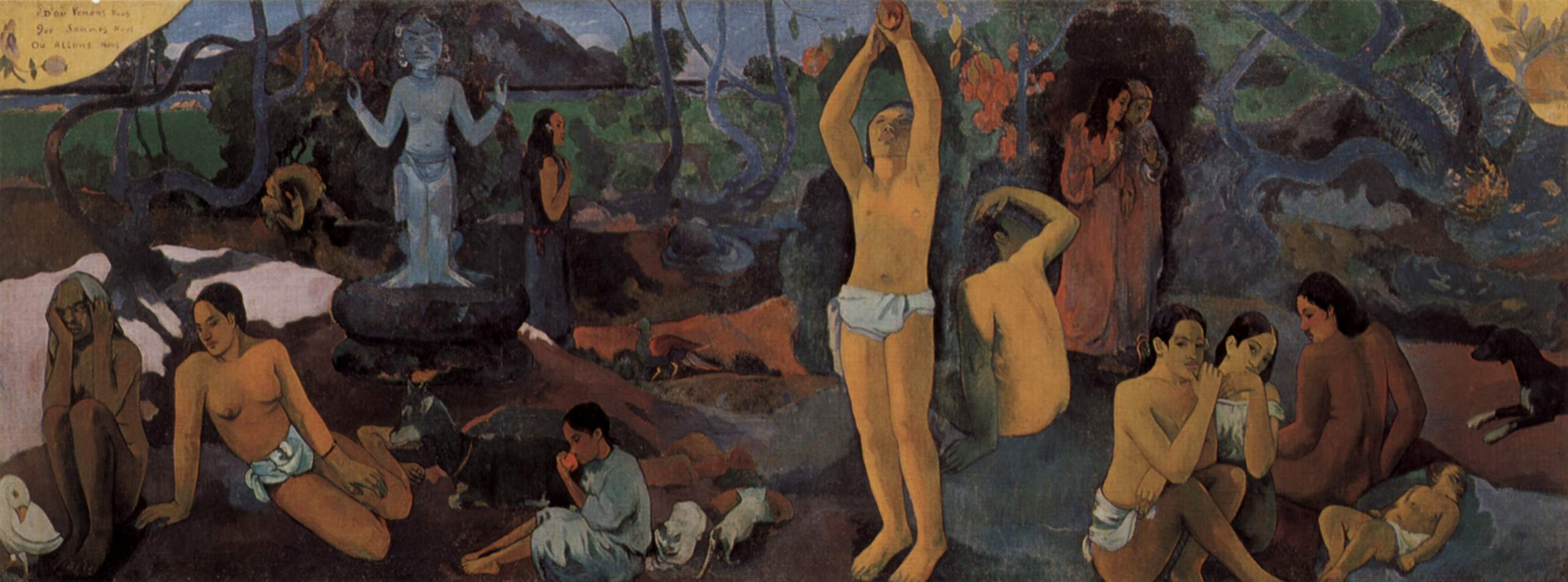
Honnan jövünk? Kik vagyunk? Hová megyünk? (1897)

A nyugati parton, Punaauiában telepedett le. Pahurát, egy 14 éves lányt vett maga mellé vahinéként (asszonyaként). Nehéz hónapokat élt át. Törődött egészsége mellett a gyarmati kormányzat is sok fejfájást okozott, mert Gauguin egyre inkább a bennszülöttek pártját fogta. A magával hozott kevés pénze hamar elfogyott, és lassan ereje végén járt. 1896 júniusában már alig tudott élelmet venni, de tovább dolgozott. 1897-ben született meg végrendeleteként értelmezett műve, a Honnan jövünk? Kik vagyunk? Hová megyünk?, amelynek 1898-as párizsi bemutatója a szezon eseményévé vált.
A kilátástalanságból öngyilkosságba próbált menekülni, de megmentették. Ebben az időben felesége leveléből értesült lánya, Aline haláláról. Dühében és fájdalmában olyan kegyetlen hangú levélben válaszolt, hogy minden kapcsolat megszakadt kettejük között.
1898 áprilisában kénytelen volt állásba menni a kataszteri hivatalba. 1899 januárjában kezdett újra festeni. Áprilisban született meg kisfia élettársától. Sok időt szentelt saját, Le Sourire című újságjának, amelyben védelmébe vette a bennszülötteket a hatóságokkal szemben. 1900 novemberében írt levelében panaszkodott az emelkedő árakra és állandó betegeskedésére. Már nyolc hónapja nem festett komolyan. Ám helyzete lassacskán javult, néhány gyűjtő több művet vásárolt tőle, és egy szerződésből kifolyólag rendszeres jövedelemre számíthatott.
1901 novemberében átköltözött a Marquise-szigetek egyikére, Hiva-Oa szigetére, Atuanába a fenyegető pestis elől, valamint azért, mert a megélhetés ott a felébe került. A falu közepén cölöpökre felépítette a híres Örömök házát. Lelkesen kezdett festeni, de a lába miatt a műtermét alig hagyta el. Ebben az évben otthon a tudta nélkül kiadták a Noa-Noát.
1902 elején újra kínozta betegsége. Szeretett volna hazamenni Franciaországba, hátha javul az egészsége, de Monfried lebeszélte róla, mondván, Gauguin odahaza már legendás festő, aki Óceánia mélyéről küldi utánozhatatlan műveit, a világból eltűnt ember alkotásait. Már az ellenségei sem tudnak belekötni, hiszen átlépett a művészettörténetbe.
Gauguin Hiva-Oán is folyton összeütközésbe került a hatóságokkal. Mint az őslakosok pusztulásának szemtanúját, a hatóságok meg akarták félemlíteni, és koholt vádak alapján három hónapi börtönre és 1000 frank bírságra ítélték. A festő Tahitire készült, hogy fellebbezzen, de az utazásra már nem került sor. A betegsége ágyhoz kötötte, és 1903. május 8-án meghalt. Egy dombon temették el, sírját egyszerű kőlap jelzi. Hagyatékát árverésen kótyavetyélték el.
A Vollard Galéria még ebben az évben 50 festményéből és 20 rajzából kiállítást szervezett, az Őszi Szalon pedig egy egész termet szentelt munkáinak. Képeit Berlinben is kiállították. Gauguin is azok közé a festők közé tartozott, akinek a művészetét csak halála után ismerték el.

## Művészete

### Impresszionista korszaka

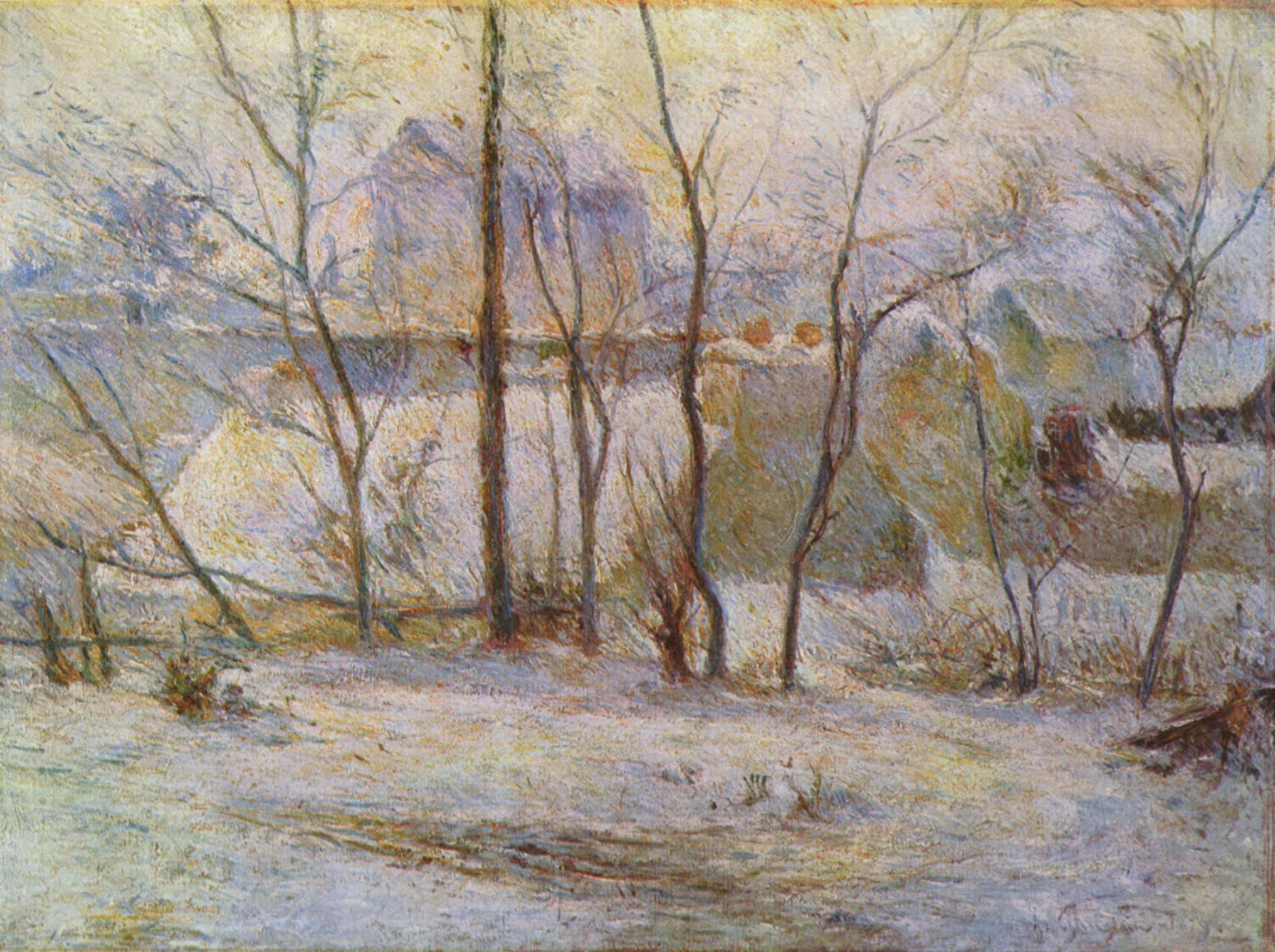
Téli táj (1879)

Még vitatott, hogy házasságkötése előtt vagy után, de viszonylag későn kezdett festeni, és rövid húsz esztendeje maradt művészete kivirágoztatására. 1876-ban, miután megismerkedett Pissarróval, az akkor leghaladóbb irányzathoz, az impresszionistákhoz csatlakozott, 1886-ig velük állított ki. Pissarro hatása erősen érezhető 1879-ben festett Téli táj című képén, a következő évben festett Gauguin családja viszont Renoir képeire emlékeztet puha vonalaival.
Ugyancsak 1880-ban festette az Akt tanulmányt, amit a kritika megdicsért erőteljes realizmusáért. Koppenhágában festette a Csendélet interieurben-t; a kép komorsága híven tükrözi a festő akkori helyzetét. Ebben az időben figurális kompozíciókat alig festett, inkább csendéleteket és tájképeket. Fokozatosan eltávolodott Pissarro impresszionizmusától, és sokat tanult Cézanne-tól, elsősorban a színek segítségével történő képalkotás technikáját és a kiegyensúlyozottabb képszerkesztést.

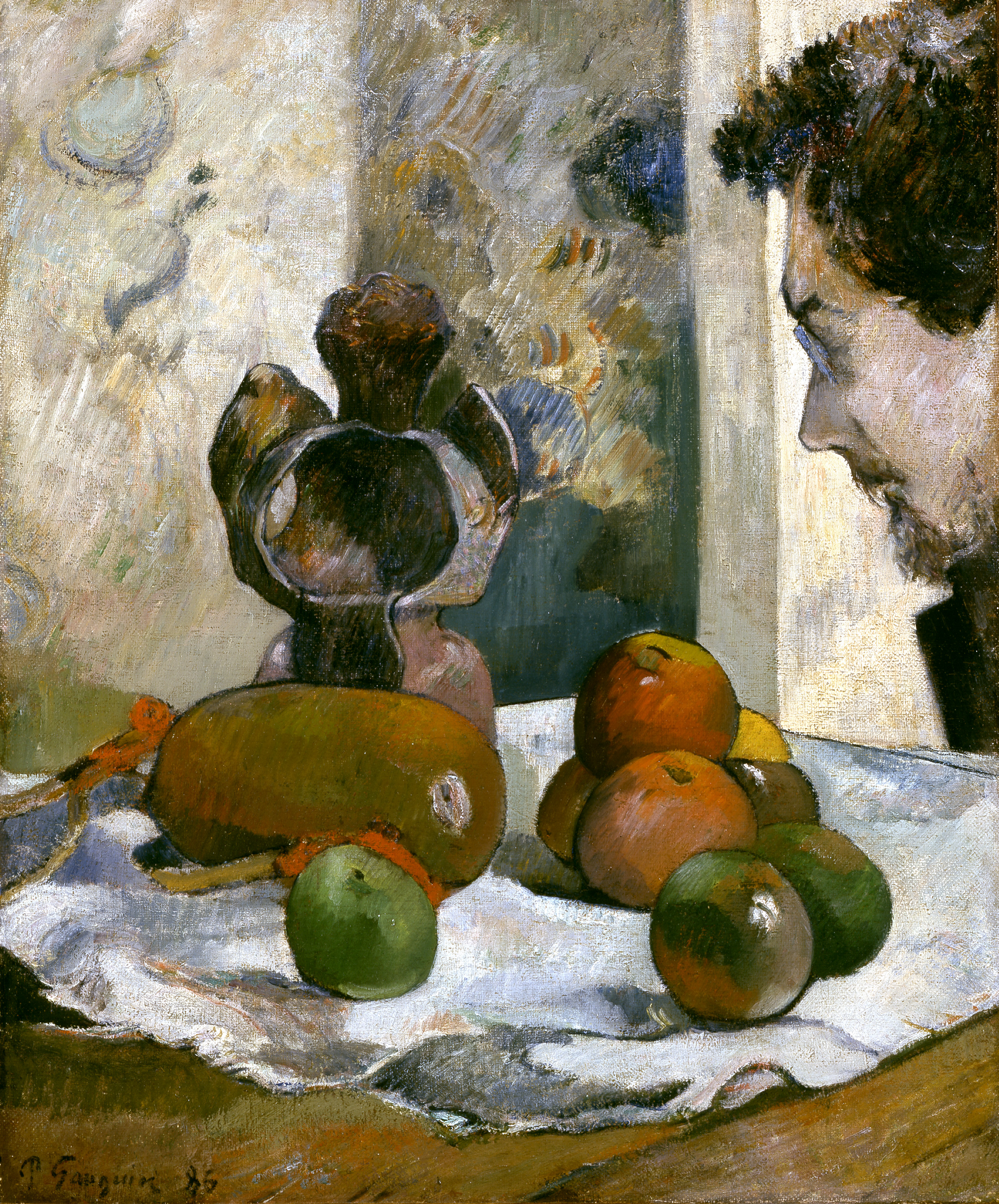
Csendélet Charles Laval profiljával (1886)

Az első képe, amely a saját stílusában készült, a Csendélet Charles Laval profiljával című műve volt szigorú kompozíciójával, hideg színeivel. A képen látható váza Gauguin műve; szívesen készített kerámiát és faragott szobrot később is. 1888 fordulópontot jelentett Gauguin művészetében. Rendkívül termékeny éve volt, egyik képét a másik után festette, ekkor készült az egyik legszebb pont-aveni tájképe, a Breton táj.
Ebben az időben szakított az impresszionizmussal. Elismerte, hogy az impresszionisták megszabadították a festészetet a kötelező témáktól és a műtermek bezártságától, de nem szabadították fel a valósághű ábrázolásmód alól: „Azt keresik, amit a szem lát, nem pedig azt, ami a gondolatok titkosságában rejlik.” Elindult azon az úton, amelyen majd nem egy lesz az impresszionista festők közül, hanem ő lesz A Gauguin.

### A szintetizmus
Pont-Avenban 1888-ban mélyült el barátsága az alig húszéves, tehetséges festővel, Emile Bernarddal, aki megismertette az ún. „rekeszzománc” stílussal, amelyet akkor cloisonizmusnak neveztek, majd később Gauguinék kezdeményezésére átkereszteltek szintetizmusra. Az irányzat jellemző vonásai: sík-dekoratív képépítés a természeti látványtól elvonatkoztatott homogén, tiszta színfoltokból erős kontúrokkal, lemondva a fény-árnyék hatásokról. A képnek, témának szimbolikus jellege van. Gauguin Martinique szigetén kezdett valami hasonlóval kísérletezni, de ami ott tétova próbálkozás volt, egyre inkább kikristályosodott, festői, művészi program lett. Rátalált arra az eszközre, amellyel leginkább kifejezheti önmagát, s így vált a szintetizmus legnagyobb művészévé.

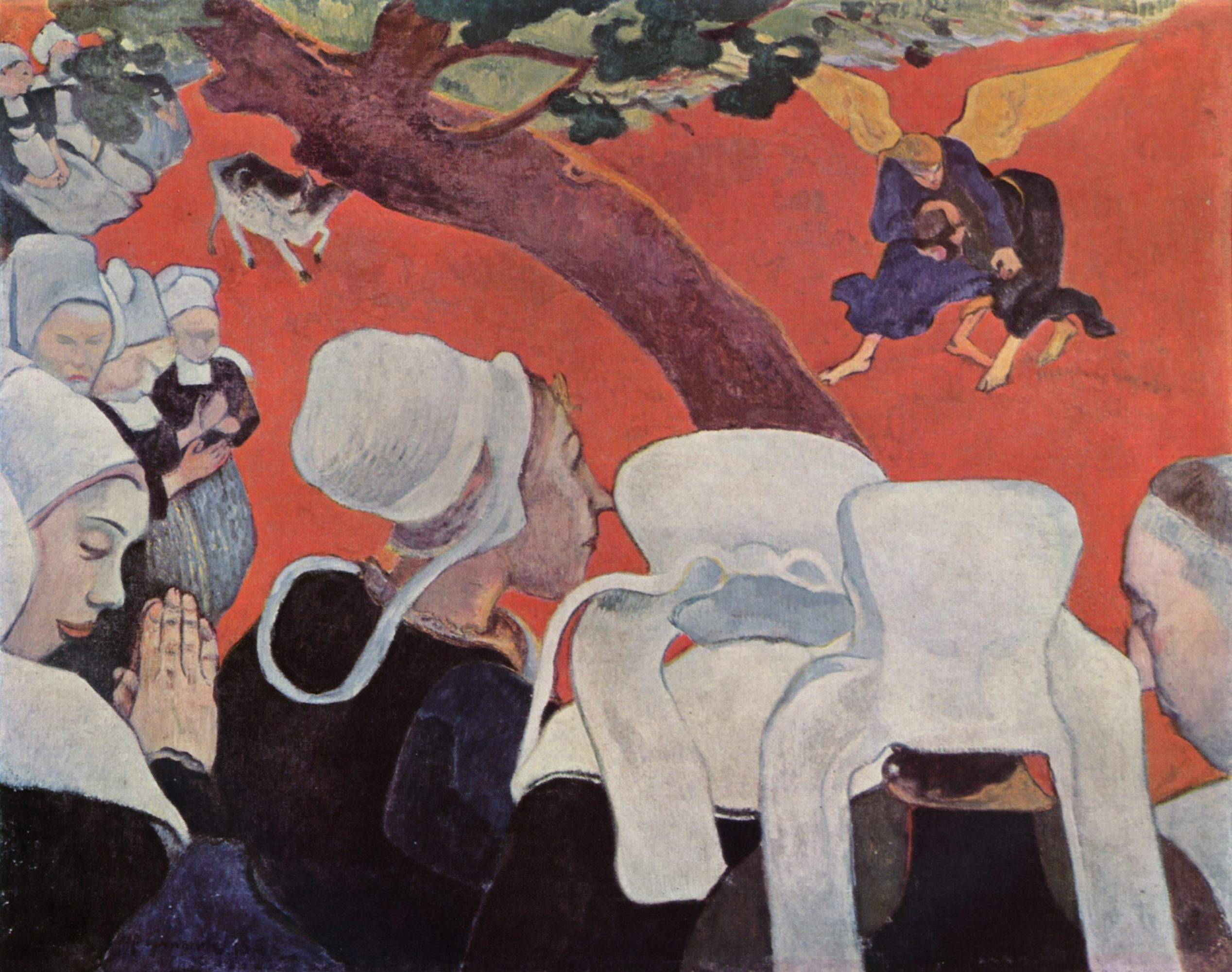
Jákob harca az angyallal (1888)

Ez a stílus meglepő és érdekes alkotásokat hozott létre, mint a Látomás igehirdetés után, amelyet Jákob harca az angyallal címen is ismernek. A bordó gyepen az angyallal vívott küzdelem a szerelem és a halál összeférhetetlenségét szimbolizálja. Gauguin a kompozíció egyes részleteit Hokuszai japán festő alkotásairól kölcsönözte, mégis önálló művet alkotott. Ettől fogva a figurális jeleneteket ábrázoló képein a szintetista stílust alkalmazta, míg tájképein még éveken keresztül az impresszionista technikához közeli eljárást használta: a színeket egymás mellé és fölé helyezett ecsetvonásokkal hordja fel, nem olvasztja össze.
Egy évvel később keletkezett a Sárga Krisztus és a Kálvária című műve. Bár Gauguin egész életében ateista volt, Bretagne-ban – és később Tahitin – kereste a helyi mitológiát, s ezeket kölcsönösen átültette egyik világból a másikba. Jellemző példa erre a Te Amari no Atua (A születés vagy Gyermekisten) című Tahitin készült képe, ahol a fiatal anyát és gyermekét bibliai környezetbe helyezte. A Sárga Krisztus e korszakának legnagyobb mesterműve. Közvetlenül a bretagne-i Trémalo-kápolnában található 17. században készült faszobor inspirálta. Feltűnő, hogy milyen könnyen talált később is a festészetéhez alkalmas mintaképet a plasztikai alkotások között. A képen fellelhető a szintetikus látásmód által kikényszerített leegyszerűsített stílus jellemzője: csak a legfontosabb vonalak maradnak meg, a motívumok körvonalai és a mélységre utaló nyomok. Gauguin a tiszta színeket nagy foltokban vitte fel a vászonra, így sima, sík textúrát kapott, amely nem emlékeztet van Gogh vastagon felkent színeire.

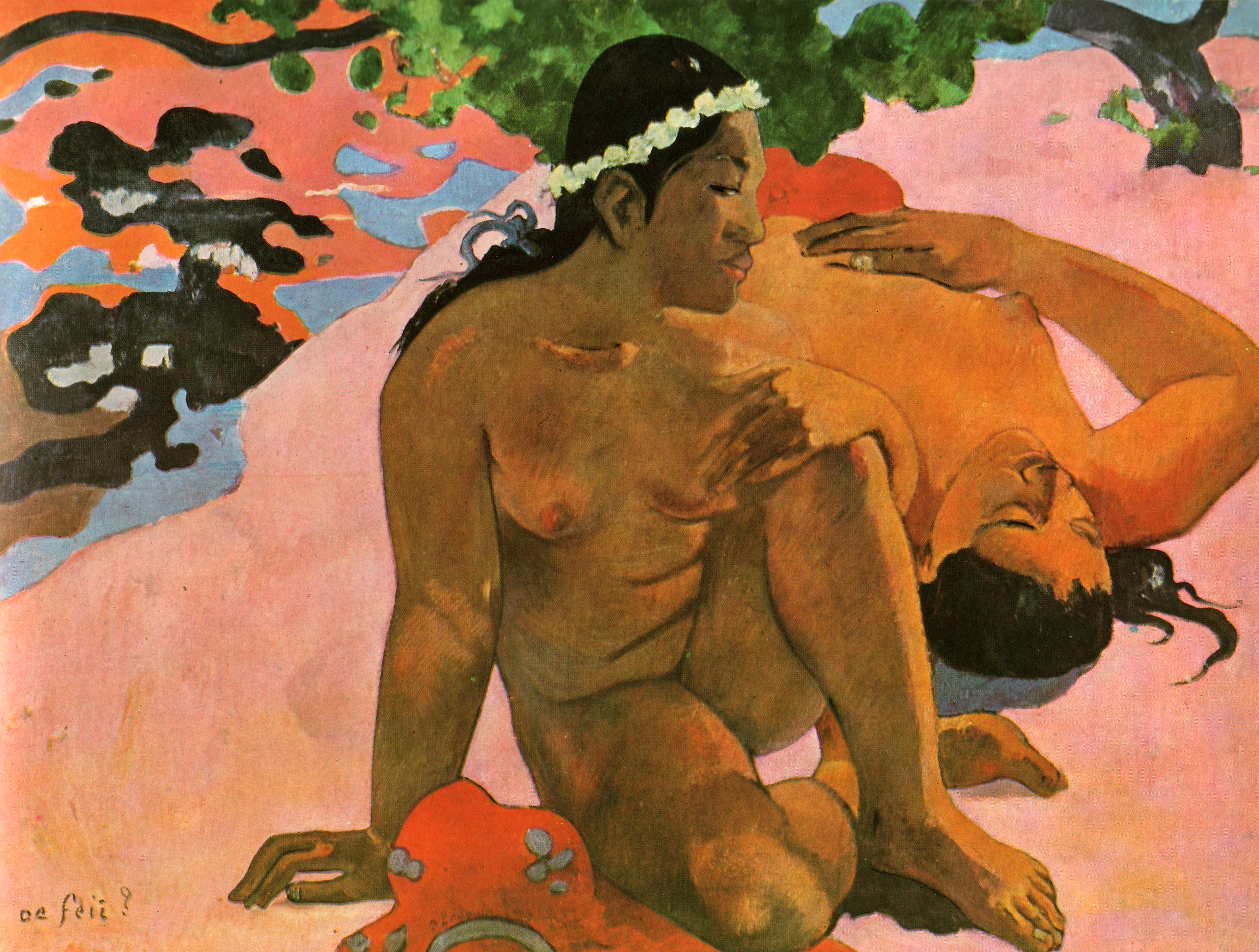
Aha oe Feii (1892)

Ettől kezdve felvállaltan nyúl már létező művekhez, formákat, témákat kölcsönöz időben és térben távoli kultúrákból, a középkori Itáliából éppen úgy, mint a polinézektől. Saját képeiből is merít gondolatokat, hogy azokat átdolgozza, variálja. Megjelennek nála a gyakran visszatérő motívumok, mint az ülő, arcát karjaival megtámasztó nő, akinek alakja sok képén feltűnik.
1888-ban új stílusában festette meg Van Gogh portréját, majd 1889-ben Szintetista önarcképét, amely tréfa stílusának túlzásairól, de harsogó színeivel, könnyed vonalaival utat mutatott Toulouse-Lautrec plakátjaihoz.
Miután megérkezett Tahitire, lázas igyekezettel festette képeit. Ekkor keletkezett a Szépművészeti Múzeumban látható Fekete sertések című alkotása is. Az első tahiti tartózkodás egyik legjobb képe, amelyen a burjánzó növényzet közepette az ottani élet ritmusát akarta visszaadni. A művön még érződik az impresszionista festéstechnika. Később az alakok megnagyobbodnak, elfoglalják a vászon jelentős részét. Így születik az Ia orana Maria (Ave Maria), amely keresztény téma, és a híres Ta matete (A piacon), amely az egyiptomi falfestményekre emlékeztet pózaival, ritmusával.
Gauguinnél a beállítás mindig megőrzött valamit stilizáló törekvéséből, amihez később egyre gyakrabban a szimbolista kifejezéssel élő, klasszikus igényű kompozíció járult. Az ábrázolás hiteles és monumentalitásra törekvő stílusát Tahiti lakóinak megismerése hozta meg. Az alakos kompozíció itt kezd művészete legigazibb kifejezésévé válni. Csak sejthető, hogy idealizálta modelljeit, olyannak festette őket, amilyennek szerette volna, hogy legyenek. Tahitin rátalált önmagára, kiteljesedett a művészete.

### Művészetének kiteljesedése
Művészetének harmadik korszaka egybeesik második óceániai tartózkodásával. Ezt a korszakát is az emberábrázolás jellemzi, de megtagadja mind impresszionista, mind szintetista stílusát, mert mindkettőt szentimentális kifejezésmódnak tartja. A rajz modernizálásával, a vörös, kék, sárga, lila színek majdnem tiszta használatával kora művészi törekvéseinek összefoglalását adja. A képek laposságát az egymás mögé helyezés téralakítása váltja fel, az alakok jobban modelláltak, a színek megélénkülnek. Új stílusának egyik jellemzője a vékony kontúr. Ennek a korszaknak egyik nagyszerű alkotása a Nevermore. A festményt Manet Olympiája variációjának tartják, Gauguin alkotásai közül a legszebb, legklasszikusabb akt. A cím utalás Edgar Allan Poe azonos című versére, de Poe félelmetes hollója a képen csak dekoratív motívum.

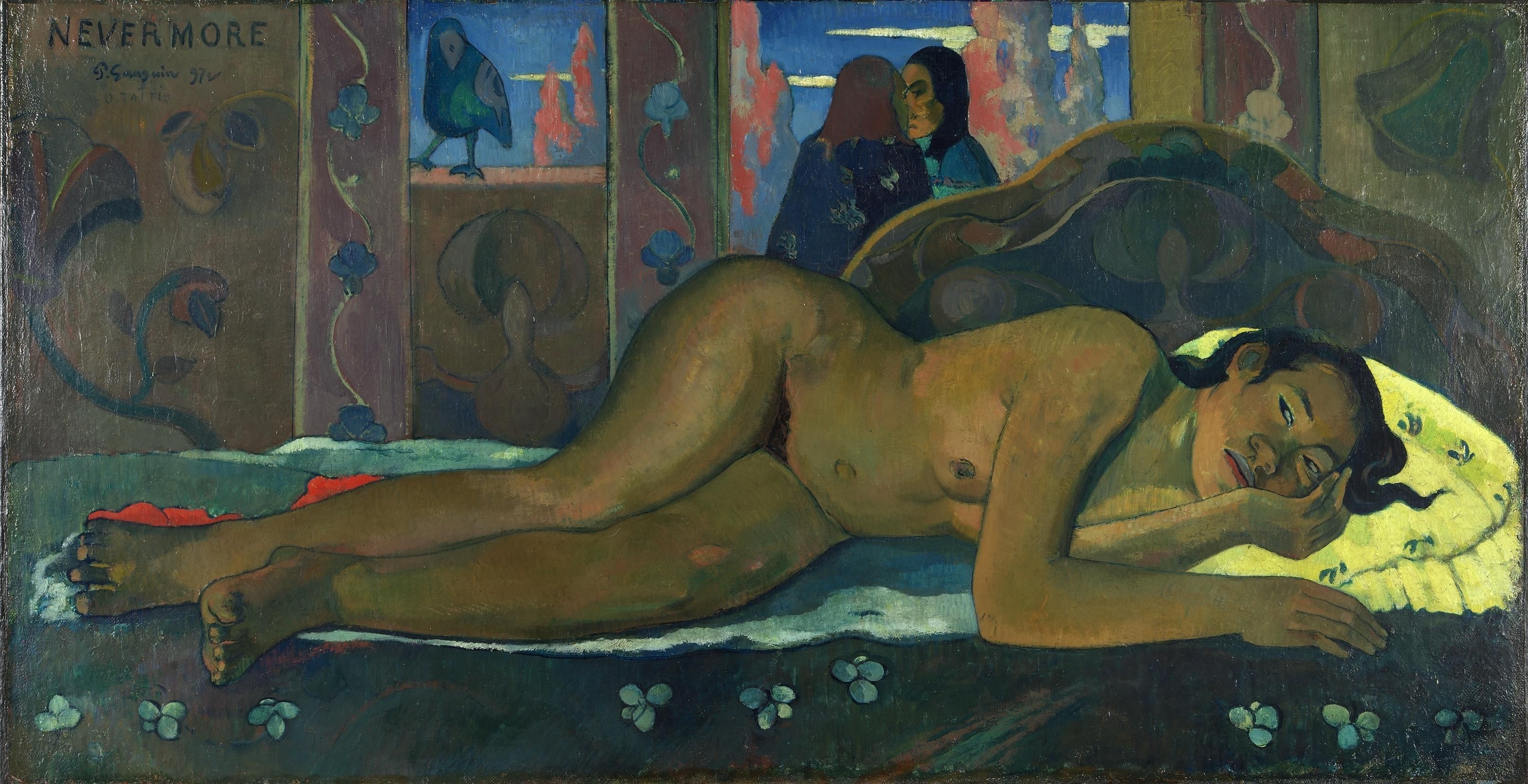
Nevermore (1897)

Ezután festi meg, élete egyik legkilátástalanabb időszakában, durva zsákvászonra legnagyobb méretű képét, egyben művészi és szellemi testamentumát, a Honnan jövünk? Kik vagyunk? Hová megyünk? címűt. Az emberi lét állomásait ábrázolja szimbolikus jelentőségű állatok, madarak között. Kelet-ázsiai módra jobbról balra kell végignézni. A festmény tele van hivatkozással korábbi képeire, ismerős motívumokat láthatunk rajta. Gauguin zsenialitása abban rejlik, ahogyan ezeket az oly különböző elemeket összeillesztette. A kép különálló részletei úgy olvadnak egésszé, hogy közben mindegyik megőrzi függetlenségét. A mű méretei és sík textúrája miatt úgy hat, mint egy falfestmény. Sem ez a képe, sem későbbi alkotásai nem sugároznak maradéktalan felszabadultságot, életörömet.
A Hiva-Oa szigetre való átköltözés és anyagi helyzetének javulása fellobbantotta Gauguin életerejét és alkotókedvét. Lovasképeket festett Degas-ra emlékeztető stílusban, nem véletlenül. A baráti érzés kifejezése volt ez, a kor akkori szokása szerint. Mindig is barátságban álltak, sokra becsülte festőtársát, nem utolsósorban azért, mert mindig kiállt művészi törekvései mellett. E korszaka jellemző képe a Lovasok a tengerparton.

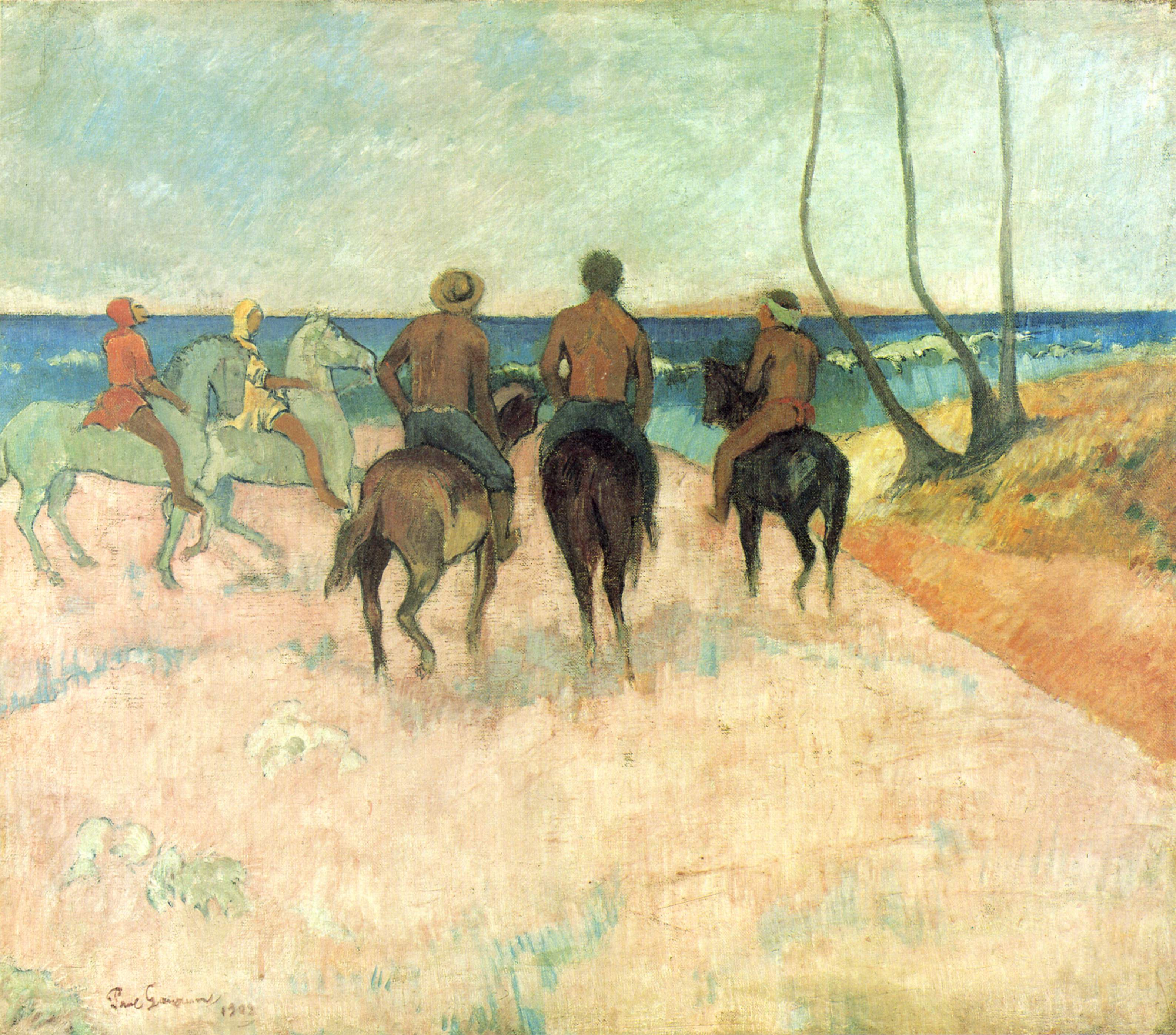
Lovasok a tengerparton (1902)

A Barbár mesék visszanyúlik a múltba színeivel, festésmódjával. Talán a legjobb példa alakjainak plasztikus megfogalmazására. A Hívogatás kolorista képességeinek tetőfoka, a kép alakjai a legteljesebb harmóniával illeszkednek a környezetbe. Azonban az életerő maradéka is elhamvadt. Súlyos betegségében a magárahagyottság is gyötörte. Még megfestette a Kimúlt papagájokat, amelynek szokatlanul klasszicista az elrendezése, és – talán utolsó ecsetvonásaival – átfestette az odahaza készített Hóval borított breton falu-n az eget.
Életének ebben a korszakában minden témát arra használt fel, hogy önálló és a mintaképtől független alkotást hozzon létre, amely belső művészi megoldásával ragadja meg a nézőt. Művészete nem csak a nabiknak mutatott utat a 20. század művészeti irányzatai közül, hanem hatással volt a fauvizmusra és a kubizmusra is, Pablo Picasso és Henri Matisse munkásságára.

## Művei a Szépművészeti Múzeumban

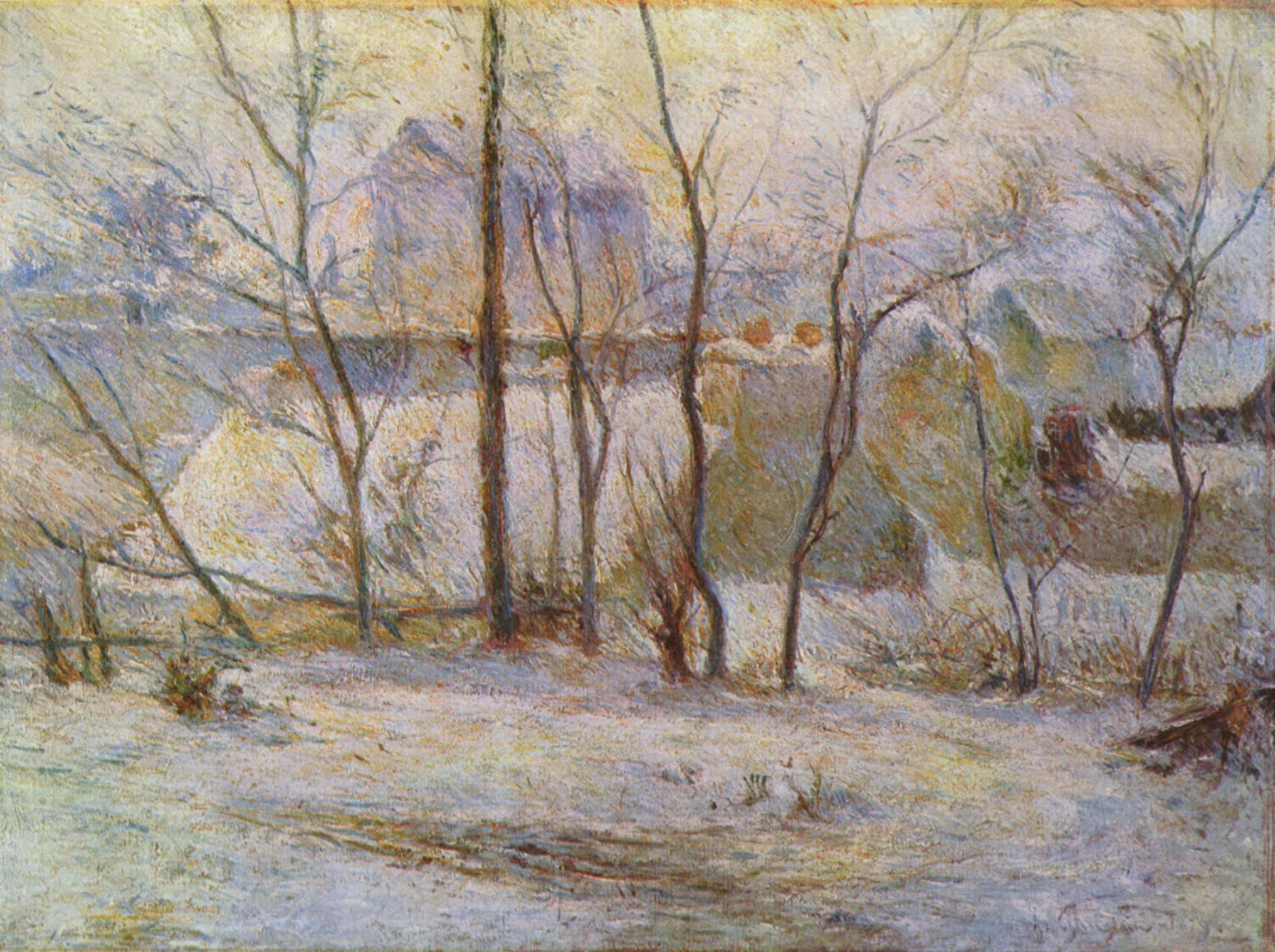
Téli táj (1879)
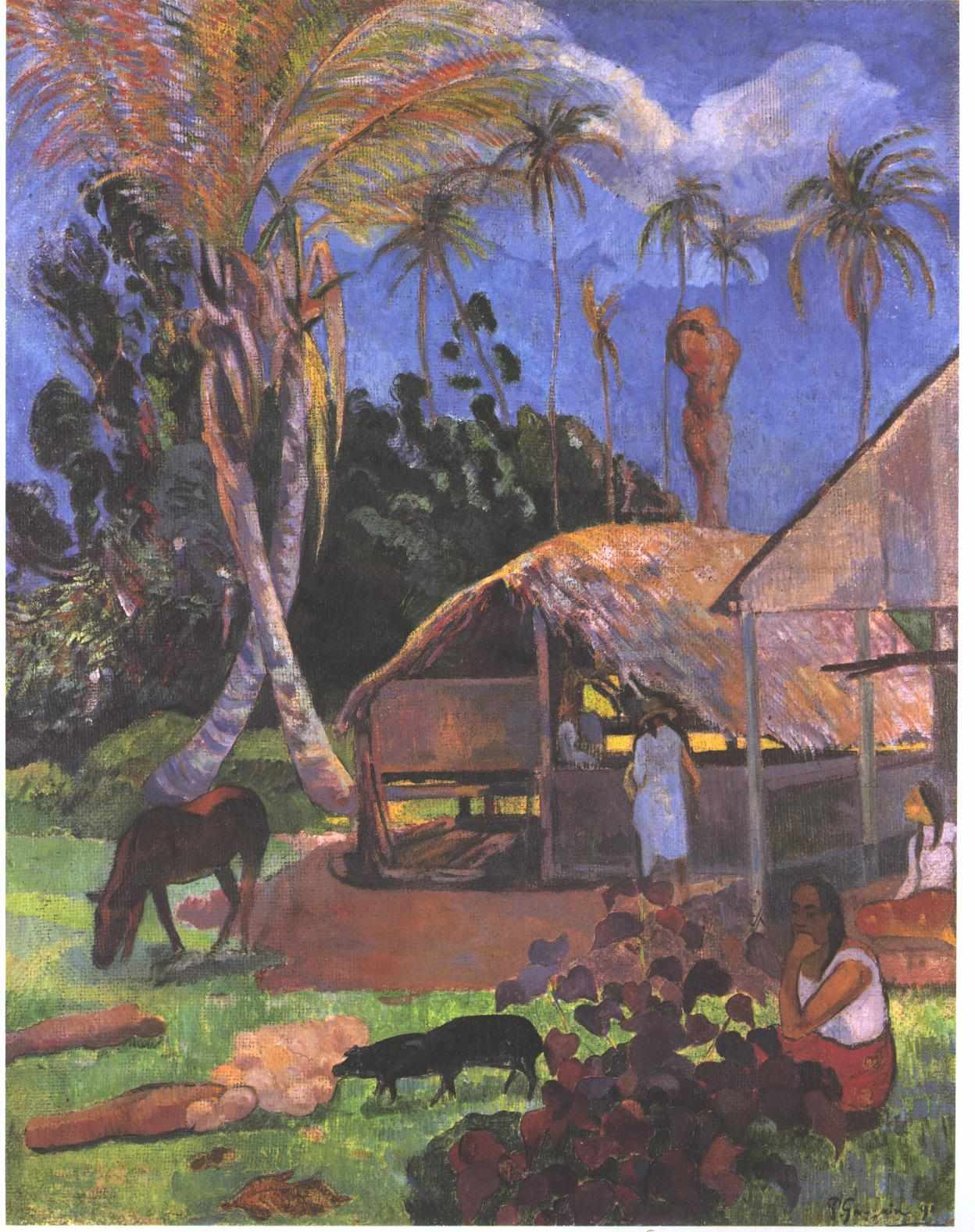
Fekete sertések (1891)

## Híres képei
- 1875 – A Szajna a Pont d’Lena alatt, Párizs, Musée d’Orsay
- 1879 – Téli táj, Budapest, Szépművészeti Múzeum
- 1880 – Akt tanulmány, Koppenhága, Ny Carlsberg Glyptothek
- 1888 – Látomás igehirdetés után vagy Jákob harca az angyallal, Edinburgh, National Gallery of Scotland
- 1888 – Les Alyscamps, Párizs, Musée d’Orsay
- 1889 – Sárga Krisztus, Buffalo, Albright-Knox Art Gallery
- 1889 – Csendélet legyezővel, Párizs, Musée d’Orsay
- 1889 – A szép Angéla, Párizs, Musée d’Orsay
- 1891 – Vahine no te tiare (Lány virággal), Koppenhága, Ny Carlsberg Glyptothek
- 1891 – Tahiti nők vagy Két nő a tengerparton, Párizs, Musée d’Orsay
- 1891 – Fekete sertések, Budapest, Szépművészeti Múzeum
- 1892 – Aha oe feii? (Irigy vagy?), Moszkva, Puskin Múzeum
- 1892 – Arearea, Párizs, Musée d’Orsay
- 1892 – Nafea Faa Ipoipo? (Mikor lesz az esküvőd,?), Bázel, Kunstmuseum -feb. 2015/ 300 M $ record
- 1892 – Manao Tupapau (A halottak szelleme őrködik), Buffalo, Albright-Knox Art Gallery
- 1892 – Ta Matete (A piacon), Bázel, Kunstmuseum
- 1893 – Kalapos önarckép, Párizs, Musée d’Orsay
- 1894 – Önarckép palettával, magángyűjtemény
- 1894 – Anna Jamaicából, London, magángyűjtemény
- 1896 – Nave Nave Mahana (Az élvezetes napok), Lyon, Musée des Beaux-Arts
- 1896 – Te Amari No Atua (A születés), München, Bayerische Staatsgemäldesammlungen
- 1897 – Te Reioa (Az ábrándozás), London, Courtlaud Institute Galleries
- 1897 – Honnan jövünk? Kik vagyunk? Hová megyünk?, Boston, Museum of Fine Arts
- 1897 – Nevermore, London, Courtlaud Institute Galleries
- 1901 – Csendélet almákkal és virágokkal, New York, magángyűjtemény
- 1902 – Lovasok a tengerparton, Essen, Folkwang Museum

## Kötetei magyarul
- Noa-noa; ford. Majthényi György, bev. Meller Simon; Athenaeum, Bp., 1911 (Modern könyvtár)
- Noa, Noa; ford. Rónay György; Biblioteca, Bp., 1943
- Noa, Noa; ford. Dús László; Corvina, Bp., 1966
- Noa, Noa; ford. Rónay György; Filum, Bp., 1999

## Gauguin a művészetben
Somerset Maugham angol író Az ördög sarkantyúja című könyve Gauguin életét mutatja be egy ismerős szemszögéből.